# Басманов, Павел Иванович
Па́вел Ива́нович Басма́нов (3 [16] января 1906, Акмолинск — 5 сентября 1993, Санкт-Петербург) — советский художник, книжный график.

## Биография
Родился в зажиточной крестьянской семье, торговавшей мануфактурой. Родители — Иван Осипович Басманов (Иртанов), мать — Ольга Борисовна Меншикова. Спасаясь от коллективизации, семья часто меняла место жительства: Горный Алтай, Бийск, Петровск-Забайкальский, где родители умерли от тифа. Младший брат П. И. Басманова — Михаил Иванович Басманов (1918—2006), поэт, переводчик с китайского языка, дипломат.
Детство провёл в селе Баталово Шипуновского района Алтайского края.
В 1920—1922 годах учился в Алтайских губернских художественно-технических мастерских в Барнауле. Среди своих педагогов отмечал М. И. Курзина.
В 1922 году уехал из Барнаула и поступил в Ленинградский государственный художественно-промышленный техникум, который окончил в 1927 году.
В 1928 году женился на художнице Наталье Георгиевне Ланг.
С 1929 года начал работу в детской книге, первая книга — Г. Куклин «Игренька» была издана в Детгизе, у В. В. Лебедева.
В 1927 году вступил в общество «Четыре искусства». Работы П. И. Басманова конца 1920-х годов внешне стилизованы под работы художников круга «Мир искусства».
С 1930 года начал заниматься живописью и «изучать законы современного искусства» под руководством художника В. В. Стерлигова, ученика К. С. Малевича. Хотя П. И. Басманов никогда не знал К. С. Малевича, но через общение со Стерлиговым воспринял понимание его теории. Под влиянием Стерлигова и его серий «Мужики», «Снопы», в творчестве П. И. Басманова в середине 1930-х появился своего рода «крестьянский цикл» (серия «Прогулка»). В послевоенные годы Басманов продолжал развивать этот же мотив в своих работах.
В 1932 году вступил в общество «Круг художников» и в Ленинградское отделение Союза советских художников (ЛОССХ). С этого года дружил с художниками Н. Д. Емельяновым, Ю. А. Сырневым, Т. И. Певзнером.
Был знаком с поэтом Михаилом Кузминым, вошёл в его круг, с художниками Юрием Юркуном, Ольгой Гильдебрандт, искусствоведом В. Н. Петровым, дружбу с которым сохранил до конца его жизни.
В середине тридцатых ездил с женой летом на этюды в Новгород, на озеро Ильмень, в Череповец, на Селигер. Работал в станковой графике.
27 декабря 1934 года был арестован по «делу группы пластического реализма», в которую входили В. М. Ермолаева и В. В. Стерлигов. Содержался в заключении в СИЗО по адресу Шпалерная улица, 25 (в настоящее время Следственный изолятор № 3 ФСИН). Постановлением НКВД от 13 марта 1935 года следствие в отношении Басманова было прекращено.
В 1935 году участвовал в Первой выставке ленинградских художников в Русском музее.
В 1938 году — у Павла Басманова и Наталии Георгиевны Ланг родилась дочь, Марианна Павловна Басманова.
В 1940 году работал над книжными иллюстрациями к роману А. Н. Толстого «Хождение по мукам» и к «Повестям» Вс. Иванова.
21 февраля 1940 года — первая персональная однодневная выставка, т. н. «самоотчёт», в Малом зале ЛОСХ.
В 1941—1945 годах — Участник Великой Отечественной войны. Пошёл на войну добровольцем, был направлен в Школу младшего комсостава в пос. Рыбацкое под Ленинградом. Остался в Ленинграде. В декабре 1941 года, пережив голод, в тяжёлом состоянии (дистрофия) находился в госпитале, по выходе из него отправлен на Ленинградский фронт. Служил в разведке, работал шифровальщиком при штабе дивизии в пехоте, прошёл через Польшу, дошёл до Берлина. Демобилизован в сентябре 1945 года, вернулся к семье в Ленинград.
В 1946 году вернулся к творческой работе, возобновил творческое общение с В. В. Стерлиговым.
В 1954—1966 годах работал консультантом на фабрике беловых товаров «Светоч».
С 1950 года и до конца жизни занимался общими выставками в ЛОСХ (отбор работ, развеска). Работал над экспозициями персональных выставок Н. А. Тырсы, Н. И Альтмана, Д. И. Митрохина, А. Ф. Пахомова, А. С. Ведерникова и многих других. Стал признанным мастером экспозиции среди ленинградских художников. Познакомился с П. В. Кузнецовым, показывал ему свои работы, посещал его в Москве. Дружил с коллекционерами И. Г. Сановичем и Б. Н. Васильевым.
С 1959 года ездил в подмосковный дом творчества «Челюскинская», там начал работу в офорте, с этого времени работал в этой технике, печатал ряд цветных и черно-белых монотипий.
На протяжении почти всей жизни работал в книжной графике. Неоднократно избирался в бюро графической секции Союза художников. Участник многих городских и всесоюзных выставок. В 1970-х годах музеи — ТГТ и ГРМ , а также музеи Барнаула, Саратова, Тюмени, Тулы, Ярославля — начали приобретать работы художника.
В 1983 году в ГМИИ им. Пушкина прошла первая персональная выставка работ художника (куратор Е. С. Левитин).
О творчестве Павла Басманова изданы каталоги выставок и написаны исследования ряда ведущих искусствоведов России, в том числе таких, как В. Н. Петров, Е. С. Левитин, И. В. Голицын. В последние десятилетие жизни был окружён молодыми художниками, искусствоведами, с которыми делится своими знаниями и которым помогал в работе.
5 сентября 1993 года умер в Санкт-Петербурге.
В 1996 году в Государственном Русском Музее прошла выставка посвященная 90-летию со дня рождения художника.

## Творчество
Наибольшую известность принесли художнику серии акварельных работ «Старая Сибирь» (1931—1934) и «Прогулка» (1931—1937), которые считаются лучшими в его творчестве. Их особенность заключается в том, что во всех акварелях варьируется одна и та же избранная художником тема; сохраняется она и в его работах последующих лет.

Басманов сохранил зрительную концепцию настоящего деревенского жителя… берёт очень скромные сюжеты, чтобы довести их до максимального выражения живописи.— Н. Ф. Лапшин

Сочетание воспоминаний бабушкиного сибирского старинного сундука, из которого вынимались и показывались маленькому Павлу Ивановичу Басманову фамильные ценности, с формой человеческой фигуры, трактованной К. Малевичем в условном обобщении, пришедшей к Басманову через занятия и общение с В. В. Стерлиговым, создали своеобразную смесь современного со старинно-народным.— Т. Н. Глебова
Свою принципиальную позицию в искусстве П. И. Басманов определял так: «идти к искусству через религию».
Работы П. И. Басманова хранятся, преимущественно, в собраниях Государственного Русского музея, Государственного музея «Царскосельская коллекция», а также в частных собраниях Б. Н. Васильева (Санкт-Петербург) и М. П. Басмановой (Санкт-Петербург).

## Книжная иллюстрация[12]
- Книжные знаки: Работы учащихся мастерской графики и книжного искусства. — Л.: Изд-во Академии Художеств, 1927. — 20 с. — (Очерки Вл. Левицкого, В. Охочинского, А. Евдокимова, Э. Голлербаха; Ил. Басманова, Горохова, Сандлера и др.). — 1000 экз.
- Куклин Г. О. Игренька: [Рассказ для детей] / Рис. П. Басманова. — М.; Л.: Гос. изд-во, 1929. — 21 с. — 25 000 экз. || Куклин Г. О. Игренька: рассказ: [Для мл. шк. возраста] / Худож. П. Басманов. — Л.: Дет. лит., 1983. — 16 с. — (Читаем сами). — 1 500 000 экз.
- Басманов П. День птиц: [Картинки с пояснительным текстом]. — М.: Гос. изд-во, 1930. — 11 с. — 30 000 экз.
- Годин Я. В. В лесу: [Стихи для детей] / Иллюстрации: П. Басманов. — [М.]: Гос. изд-во, 1930. — 11 с. — 50 000 экз.
- Дубянская М. М. День птиц: [Стихи для детей младш. возраста] / Иллюстрации: П. Басманов. — [М.]: ОГИЗ – Мол. гвардия, 1931. — 14 с. — 50 000 экз.
- Заболоцкий Н. А. (Я. Миллер), Басманов П. Маслозавод: [Издание для детей младш. возраста]. — [Л.]: Гос. изд-во, 1931. — 11 с. — 50 000 экз.
- Зобнин А. Дружная семья: Пионерские частушки / Рис. П. Басманова. — [М.]: Огиз – Мол. Гвардия, 1931. — 12 с. — 50 000 экз.
- Матвеев. В. Последний день Хлябинского совнаркома. Рис. П. Басманова. М. ОГИЗ — Мол. Гвардия. 1931.
- Берггольц О. Ф. Пимокаты с Алтайских: [Для средн. возраста] / Обл. и рис. П. Басманова. — [Л.]: Гос. изд. дет. лит-ры, 1934. — 118 с. — 10 325 экз. ||
- Иванов В. В. Избранное / Фронтиспис: П. И. Басманов. — М.: Худ. лит-ра, 1937. — Т. 1. — 652 с. — 10 000 экз.
- Бр. Гримм. Избранные сказки. Переплёт, форзац, титул и инициалы — П. И. Басманов. Иллюстрации и концовки — Н. Г. Басманова. (Школьная библиотечка) — Л.: Учпедгиз. 1938
- Уэллс Г. Рассказы. — Л.: Учпедгиз, 1938.
- Каверин В. А. Русский мальчик: Рассказы / [Илл.: П. Басманов].. — Л.: Мол. гвардия, 1946. — 118 с. — 15 000 экз.
- Савинов А. Н. Художник Венецианов / Художник П. И. Басманов. — Л.; М.: Искусство, 1949. — 140 с. — (Мастера русского искусства). — 5000 экз. (обл., суперобл.)
- Соколов-Микитов И. С. От весны до весны: [Рассказы для дошк. и мл. шк. возраста] / Рис. П. Басманова. — М.; Л.: Детгиз, 1952. — 28 с. — 30 000 экз.
- Родные картинки: Стихи русских поэтов XIX века / [Сост. и] худож. П. Басманов.. — Л.: Детгиз, 1956. || Родные картинки : Стихотворения : Поэты XIX в.: [Для мл. шк. возраста] / [Сост. и] худож. П. Басманов.. — [4-е изд.]. — Л.: Дет. лит., 1991. — 27 с. — 300 000 экз. — ISBN 5-08-000302-2.
- Беляев В. Н. Добрый вечер: Повесть и рассказы. — М.; Л.: Сов. писатель, 1963. — 215 с. — 30 000 экз.
- Тхоржевский С. С. Тихая ночь у костра: Повести и рассказы / [Илл.: П. И. Басманов].. — М.; Л.: Сов. писатель, 1964. — 212 с. — 30 000 экз.
- Новицкая Г. М. Люблю смотреть по сторонам: [Стихи. Для младш. возраста] / [Илл.: П. Басманов].. — Л.: Дет. лит., 1969. — 44 с. — 150 000 экз.
- Берггольц О. Ф. Пимокаты с Алтайских: Повести: [Для мл. шк. возраста] / [Худож.: П. Басманов].. — [Переизд.]. — Л.: Дет. лит., 1988. — 300 с. — 100 000 экз. — ISBN 5-08-000026-0.
- Родные картинки. Художник П.Басманов. Л. Дет.лит. 1991 г.

## Семья
Брат — Михаил Иванович Басманов (1918—2006) — поэт, переводчик, дипломат, Консул СССР в КНР, заместитель заведующего Дальневосточным отделом МИД СССР. Автор многочисленных переводов китайской литературы на русский язык.
Жена — Наталия Георгиевна Басманова, урожд. Ланг (1906—2000) — художник детской книги.
Дочь — Марианна Павловна Басманова (род. 20 июля 1938) — художник детской книги.
Внук — Андрей Осипович Басманов (род. 8 октября 1967). С 2017 года член секции графики Санкт-Петербургского Союза художников.
Правнуки: Дарья Андреевна Басманова (род. 28 апреля 1987), Прасковья Андреевна Басманова (род. 27 октября 1989), Пелагея Андреевна Басманова (род. 1997), Анна Андреевна Басманова (род. 2000), Павел Андреевич Басманов (род. 2002).

## Комментарии
1. ↑  Курзин, Михаил Иванович (1888—1957) — живописец, график, педагог, один из лидеров сибирского и узбекского авангарда. Родился в Барнауле. В 1904—1907 годах учился в Казанском художественном училище; в 1908 году — в классе К. Коровина в Московском училище живописи, ваяния и зодчества. С 1910 по 1912 годы учился в частной студии М. Бернштейна в Петербурге. В 1916 году был мобилизован и на фронт. В 1918 году вернулся в Барнаул, вступил в члены Алтайского художественного общества. Объединил вокруг себя группу художников, занятых поисками и утверждением новых форм в искусстве. Преподавал в Алтайских губернских художественно-технических мастерских; высоко ценил народное искусство и городской примитив, призывая своих учеников «учиться живописи у вывесочников». В 1919 году совершил поездку в Ташкент и в Китай (серия работ «Китайский театр» в технике автотрафарета). В 1921—22 годах преподавал во ВХУТЕМАСе технологию материалов, работал в Окнах РОСТА, используя знания по технике автотрафарета. В 1923 году с женой Е. Коровай переехал в Крым. С 1924 года жил в Ташкенте. Работал художником в театре им. Я. Свердлова, преподавал. В 1927 году организовал группу «Мастера Нового Востока». В 1929 году стад председателем Ассоциации работников ИЗО в Ташкенте, провёл выставку пяти художников — Михаила Захаровича Гайдукевича (1890—1938), Вадима Николаевича Гуляева (1890, Барнаул — 1943), А. Н. Волкова, М. Курзина, Семёна Адольфовича Мальта (1890—1968). В 1930 году женится на художнице В. П. Марковой. В 1936 году был репрессирован, приговорён к пяти годам лишения свободы. С конца 1945 года жил в Бухаре. В 1948 году репрессирован повторно, сослан в Красноярский край. Освободился в 1956 году, умер в Ташкенте в 1957 году.
2. ↑  Певзнер-Райчик (Райчик-Певзнер) Теодор (Тевель) Иосифович (2 марта 1904 — 13 января 1942) — художник, живописец. Закончил ВАХ. Член ЛССХ с 1932 года. Писал портреты, пейзажи. График, литограф, иллюстратор детских книг. Сотрудничал с журналом «Чиж»[5]. Погиб во время блокады Ленинграда. Во время блокады погибла и большая часть его работ.